# دومينيك هوارد
دومينيك هوارد (بالإنجليزية: Dominic Howard)‏ (و. 1977  م) هو طبال، وموسيقي، من المملكة المتحدة، ولد في ستوكبورت، وهو عضوٌ في ميوز.

## وصلات خارجية
- دومينيك هوارد على موقع IMDb (الإنجليزية)
- دومينيك هوارد على موقع ميوزك برينز (الإنجليزية)
- دومينيك هوارد على موقع أول ميوزيك (الإنجليزية)
- دومينيك هوارد على موقع ديسكوغز (الإنجليزية)
- دومينيك هوارد على موقع قاعدة بيانات الفيلم (الإنجليزية)